# 索科洛
索科洛（法語：Sokolo），是馬里的城鎮，位於該國中部，由塞古區的尼奧諾省負責管轄，面積2,219平方公里，海拔高度266米，2009年人口23,338，人口密度每平方公里11人。